# Yenidoğan, Karasu
Yenidoğan là một xã thuộc huyện Karasu, tỉnh Sakarya, Thổ Nhĩ Kỳ. Dân số thời điểm năm 2008 là 294 người.